# Esenbeckia matogrossensis
Esenbeckia matogrossensis är en tvåvingeart som beskrevs av Lutz 1911. Esenbeckia matogrossensis ingår i släktet Esenbeckia och familjen bromsar. Inga underarter finns listade i Catalogue of Life.